# 梅兰多勒莱索利维耶
梅兰多勒-莱索利维耶（法語：Mérindol-les-Oliviers，法語發音：[meʁɛ̃dɔl le.z‿ɔlivje]）是法国德龙省的一个市镇，位于该省南部，和沃克吕兹省接壤，属于尼永斯区。

## 地理
梅兰多勒-莱索利维耶（44°16'27"N, 5°10'4"E）面积9.23 平方千米，位于法国奥弗涅-罗讷-阿尔卑斯大区德龙省，该省份为法国东南部内陆省份，北起顺时针与伊泽尔省、上阿尔卑斯省、上普罗旺斯阿尔卑斯省、沃克吕兹省和阿尔代什省接壤。
与梅兰多勒-莱索利维耶接壤的市镇（或旧市镇、城区）包括：乌韦兹河畔莫朗、贝尼韦-奥隆、普罗皮亚克、福孔、皮梅拉。
梅兰多勒-莱索利维耶的时区为UTC+01:00、UTC+02:00（夏令时）。

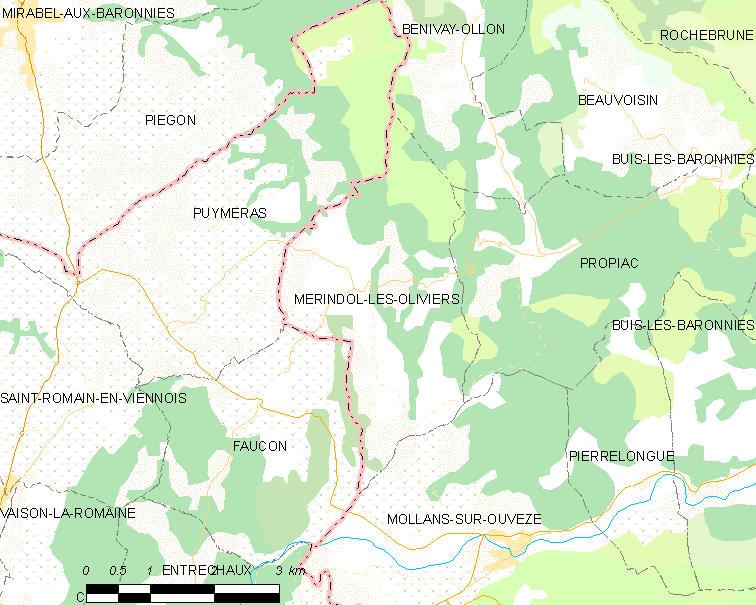
梅兰多勒-莱索利维耶的OSM定位图

## 行政
梅兰多勒-莱索利维耶的邮政编码为26170，INSEE市镇编码为26180。

## 政治
梅兰多勒-莱索利维耶所属的省级选区为尼永斯-巴罗尼县。

## 人口

1962-2008年间梅兰多勒-莱索利维耶人口变化图示

梅兰多勒-莱索利维耶于2022年1月1日时的人口数量为209人。